# WFL Millturn Technologies
Die WFL Millturn Technologies GmbH & Co. KG (ehemals Teil der Voestalpine Steinel) ist ein Unternehmen zur Herstellung von Komplettbearbeitungsmaschinen zur spanenden Fertigung von Bauteilen. Das Unternehmen konzentriert sich ausschließlich auf die Herstellung multifunktionaler Dreh-Bohr-Fräszentren.

## Geschichte
1948 wurden erstmals Drehmaschinen durch den voestalpine-Konzern entwickelt und produziert. Bis 1950 wurden mehr als 50.000 Maschinen verkauft, und somit überstieg die Produktion den eigentlichen Gebrauch für die eigenen Stahlwerke. Anfang der 1980er-Jahre wurde erstmals durch eine Drehmaschine mit Fräskopf und vollwertiger B-Achse ein komplexes Werkstück in einer Aufspannung bearbeitet. Daraus entstand schließlich die erste Komplettbearbeitungsmaschine mit der Markenbezeichnung „Millturn“. Nach der Privatisierung der Werkzeugmaschinenproduktion im Jahr 1993 und der Umbenennung in „WFL Millturn Technologies“ konzentrierte sich das Unternehmen auf die Entwicklung weiterer Werkzeugmaschinen und den Bereich Komplettbearbeitung. WFL Millturn Technologies ist eine Tochtergesellschaft der Autania AG.

## Produkte

### Millturn Komplettbearbeitungsmaschinen
Der Markenname „Millturn“ setzt sich aus den beiden Begriffen „Milling“ (Fräsen) und „Turning“ (Drehen) zusammen. Mit Drehlängen von 1.000 bis 14.000 mm und Drehdurchmessern von 520 bis 2000 mm kann ein umfangreiches Spektrum an Werkstücken komplett bearbeitet werden.

### Software

#### CrashGuard & CrashGuard Studio
Das patentierte Kollisionsvermeidungssystem CrashGuard ist eine Echtzeit-Software-Erweiterung der CNC-Steuerung, durch die mit Hilfe eines internen 3D-Modells der Maschine Kollisionen zwischen Maschinenkomponenten im Automatik- oder manuellen Betrieb verhindert werden.
Das CrashGuard Studio ist die dazugehörige Software zum Testen und Optimieren von neuen oder modifizierten CNC-Programmen. Durch die Optimierung des Arbeitsablaufs und eine frühzeitige Fehlerkorrektur werden Kollisions- und Ausschussrisiken vermindert.

## Niederlassungen
Der Hauptsitz von WFL Millturn Technologies liegt in Linz, Österreich. Die deutsche Vertriebsniederlassung befindet sich in Sinsheim in Baden-Württemberg. Weitere Niederlassungen bestehen in Deutschland, Großbritannien, Italien, Kanada, Frankreich, China, Brasilien und den USA.

## Technologien
Drehen, Bohren, Fräsen und weitere Technologien (wie In-Prozess-Messen oder Sonderköpfe)